# 张含韵
张含韵（1989年4月9日—），中国大陆歌手、演员。四川德阳人。
2004年夏季，刚初中毕业的张含韵参加由中国湖南卫视举办的第一届《超级女声》比赛，获得全国总决赛季军。2005年，15岁的她演唱的《2005年超级女声》主题曲《想唱就唱》和蒙牛酸酸乳饮料广告歌曲《酸酸甜甜就是我》被广为传唱，从而迅速走红歌坛。同年5月，她在中国中央电视台综艺频道《音画时尚》节目举办专场歌友会，成为首位参与中央电视台节目录制的《超级女声》选手。同年7月，发行首张专辑《我很张含韵》，获得当年唱片销量冠军。2007年，发行第二张专辑《青春无敌》，并为中国第一部与迪士尼合拍电影《宝葫芦的秘密》演唱主题曲。
2008年至2010年上半年，由于其经纪公司解散等诸多原因，张含韵的演艺事业陷入低谷。在此期间，她担任了一段时间的电视节目主持人。2010年7月，她复出参加由浙江卫视举办的选秀节目《非同凡响》，获得季军。2011年，进入中央戏剧学院进修，开始转型做演员。2013年，主演的首部电影《初恋未满》上映。此后，她还拍摄了《兰陵王妃》、《新萧十一郎》等电视剧。
张含韵在转型演员的同时，并未放弃歌唱事业。除为出演的影视剧演唱主题曲外，还推出了《喜欢你》、《丹青墨绿》等原唱单曲。2020年，在《声临其境》和《乘风破浪的姐姐》节目中的配音和歌唱表现受到观众的赞赏，也让她重回大众主流视野。

## 生平

### 早年经历
张含韵1989年4月9日出生于中国四川省德阳市，因为出生时候的笑容让母亲觉得很适合“桃之夭夭，灼灼其华”这句话，很有韵味，于是取名“含韵”。张含韵从小喜欢音乐，三岁开始学习舞蹈，在舞蹈班上是跳得最好的，常常担任领舞。她曾主动向父母提出学习钢琴和古筝，并且经常购买各种音乐碟片播放和学习唱歌。
据其母亲的描述，老师每一学期给张含韵的评语肯定有“能歌善舞”四个字，是学校的文艺标兵。自初一入学开始，她每年都会在学校的文艺汇演中表演。2003年12月9日，通过学校文艺比赛的选拔，初三年级的张含韵参加了德阳中学“一二·九”文艺汇演，这是她第一次以歌手的身份站在舞台上独唱演出。

### 2004年：超女出道
2004年，因为在湖南卫视看到了第一届《超级女声》长沙唱区的海选视频，张含韵萌生了参赛的想法。于是，张含韵初中毕业刚结束中考，就在母亲和好友的陪伴下，报名参加了成都唱区的比赛。8月23日，经过成都唱区一系列比赛，张含韵的观众短信投票数排名第二，获得成都唱区亚军。
9月10日，在全国总决赛各唱区亚军突围赛中，张含韵顺利晋级全国五强，她是其中年龄最小的选手。9月17日，在全国总决赛五进三晋级赛中，她首先因短信票数领先顺利晋级四强，其后在四进三淘汰PK中凭借3:2的现场评委投票晋级全国三强总决赛。在9月22日举行的全国三强总决赛中，张含韵因短信票数处于后两位，进入待定席位。两位待定席位选手PK后，三位现场评委选择王媞晋级冠亚军决赛。由此，张含韵获得第一届《超级女声》全国总决赛季军，并签约北京天中文化发展有限公司，从而正式出道。
在张含韵参加比赛的过程中和赛后，有舆论认为她的歌唱实力不是最佳的，质疑其仅仅是凭借甜美可爱的长相所以才能得到极高的人气和评委的喜爱，从而在比赛中一路晋级、获得靠前的名次。对此，担任了现场评委的黄征、黑楠在点评中认为张含韵的音色很有特点，非常适合录音室录制歌曲；评委张漫则是肯定了她在舞台上“游刃有余”的表现力。《2004年超级女声》执行总导演洪涛在自己的文章中认可了她的唱功，认为其可以成为一名偶像派歌手。
|                   | 张含韵在唱功方面的能力也并不弱，后来比赛中很多走我们称之为“偶像派路线”的选手的唱功都不如她。只要你不是一个过分极端追求唱功的人，张含韵作为一个歌手，可以说得上是很完美了。…… 既然在我们的歌坛，有着那么多偶像派歌手都获得了巨大的生存空间，而张含韵在无论声音还是乐感都有潜力的情况下，为什么她不可以胜出？如果她最终成为了一个少女派的偶像歌手，客观地讲，那会填补国内歌坛的一个空白。 |
| ——洪涛，2005年9月 | |

2005年5月12日，面对来自各界舆论对她的种种质疑，在湖南卫视《2005年超级女声》杭州赛区启动发布会上，她曾表态会不断努力，让大家看到她是在不断进步的。
|                     | 虽然我还不是一个真正意义上的歌手，但我一定会努力，会珍惜我的机会。我保证，每一次让大家看到我，都会让大家看到我的进步。 |
| ——张含韵，2005年5月 | |

| 张含韵2004年《超级女声》比赛进程 | 张含韵2004年《超级女声》比赛进程 | 张含韵2004年《超级女声》比赛进程 | 张含韵2004年《超级女声》比赛进程 | 张含韵2004年《超级女声》比赛进程     | 张含韵2004年《超级女声》比赛进程 | 张含韵2004年《超级女声》比赛进程 | 张含韵2004年《超级女声》比赛进程 |
| 赛区                             | 场次                             | 场次                             | 演唱歌曲                         | 原唱                                 | 短信票数                         | 排名                             | 结果                             |
| -------------------------------- | -------------------------------- | -------------------------------- | -------------------------------- | ------------------------------------ | -------------------------------- | -------------------------------- | -------------------------------- |
| 成都唱区                         | 海选（7月14日）                  | 海选（7月14日）                  | 遗失的美好                       | 张韶涵                               | 不適用                           | 不適用                           | 晋级                             |
| 成都唱区                         | 50进20（7月24日）                | 50进20（7月24日）                | Pretty Boy                       | M2M                                  | 不適用                           | 不適用                           | 晋级                             |
| 成都唱区                         | 20进10（8月4日）                 | 20进10（8月4日）                 | Cappuccino                       | 萧亚轩                               | 不適用                           | 不適用                           | 晋级                             |
| 成都唱区                         | 10进7（8月11日）                 | 10进7（8月11日）                 | 雪人                             | 范晓萱                               | 28663                            | 1                                | 晋级                             |
| 成都唱区                         | 7进5（8月16日）                  | 7进5（8月16日）                  | 甜蜜蜜                           | 邓丽君                               | 44678                            | 1                                | 晋级                             |
| 成都唱区                         | 唱区决赛 （8月23日）             | 开场合唱                         | 你给我记住                       | 曹兰                                 | 不適用                           | 不適用                           | 不適用                           |
| 成都唱区                         | 唱区决赛 （8月23日）             | 五进四                           | 你的甜蜜                         | 范晓萱                               | 65399                            | 1                                | 晋级                             |
| 成都唱区                         | 唱区决赛 （8月23日）             | 四进三                           | 在我生命中的每一天（与李好合唱） | 成龙、苏慧伦                         | 67971                            | 1                                | 晋级                             |
| 成都唱区                         | 唱区决赛 （8月23日）             | 三强赛                           | 当你                             | 王心凌                               | 69571                            | 2                                | 唱区亚军                         |
| 全国总决赛                       | 亚军突围战 （9月10日）           | 亚军三进二                       | 说爱你                           | 蔡依林                               | 未公布                           | 1                                | 晋级                             |
| 全国总决赛                       | 亚军突围战 （9月10日）           | 亚军三进二                       | 甜蜜蜜（与王媞合唱）             | 邓丽君                               | 未公布                           | 1                                | 晋级                             |
| 全国总决赛                       | 亚军突围战 （9月10日）           | 原音PK                           | Dear Friend                      | 顺子                                 | 54376                            | 1                                | 晋级                             |
| 全国总决赛                       | 亚军突围战 （9月10日）           | 原音PK                           | 天黑黑                           | 孙燕姿                               | 54376                            | 1                                | 晋级                             |
| 全国总决赛                       | 亚军突围战 （9月10日）           | 五强拉票演唱                     | 雪人                             | 范晓萱                               | 10602                            | 1                                | 不適用                           |
| 全国总决赛                       | 亚军突围战 （9月10日）           | 五强拉票演唱                     | 水晶（与现场支持者合唱）         | 徐怀钰、任贤齐                       | 10602                            | 1                                | 不適用                           |
| 全国总决赛                       | 五进三 （9月17日）               | 开场合唱                         | 姐妹们的聚会                     | 范晓萱、大S、阿雅、小S               | 不適用                           | 不適用                           | 不適用                           |
| 全国总决赛                       | 五进三 （9月17日）               | 五进四                           | 柠檬树                           | 傻瓜花园（中文原唱：苏慧伦）         | 45027                            | 3                                | 晋级                             |
| 全国总决赛                       | 五进三 （9月17日）               | 四进三                           | 不適用                           | 不適用                               | 50486                            | 2                                | 待定                             |
| 全国总决赛                       | 五进三 （9月17日）               | 四进三淘汰PK                     | 热情的沙漠                       | 庾澄庆                               | 不適用                           | 不適用                           | 晋级                             |
| 全国总决赛                       | 五进三 （9月17日）               | 三强合唱                         | 你给我记住                       | 曹兰                                 | 不適用                           | 不適用                           | 不適用                           |
| 全国总决赛                       | 总决赛 （9月22日）               | 开场合唱                         | Super Star                       | S.H.E                                | 不適用                           | 不適用                           | 不適用                           |
| 全国总决赛                       | 总决赛 （9月22日）               | 个性秀                           | 孤单抗体                         | Brown Eyed Girls（中文原唱：许慧欣） | 52474                            | 3                                | 不適用                           |
| 全国总决赛                       | 总决赛 （9月22日）               | 最佳拍档秀                       | 冰点与沸点（与李响合唱）         | 黄磊                                 | 56666                            | 3                                | 不適用                           |
| 全国总决赛                       | 总决赛 （9月22日）               | 古词新秀                         | 几多愁                           | 邓丽君                               | 未公布                           | 未公布                           | 待定                             |
| 全国总决赛                       | 总决赛 （9月22日）               | 终极原音PK                       | 遗失的美好                       | 张韶涵                               | 不適用                           | 不適用                           | 季军                             |

### 2005-2007年：迅速走红
在签约经纪公司之后，张含韵在经纪公司的安排下从四川德阳搬到了北京居住，并转入北京女子实验中学就读。
2005年初，张含韵受邀于湖南卫视元旦晚会、元宵喜乐会中担任表演嘉宾，并成为《2005年超级女声》形象代言人、蒙牛酸酸乳饮料代言人。在湖南卫视元宵喜乐会上演唱的《酸酸甜甜就是我》成为蒙牛酸酸乳饮料的推广曲，随着蒙牛酸酸乳广告的推广播放，火遍大江南北。而为《2005年超级女声》演唱的主题曲《想唱就唱》，更是因为《2005年超级女声》的极高关注度而广为传唱。加之其清新可爱的形象，张含韵迅速走红歌坛。
2005年5月29日，参与录制中央电视台综艺频道栏目《音画时尚》个人专场歌友会，这是《超级女声》选手第一次参与中央电视台节目录制，并在9月15日播出时创造了该栏目的收视率新高。7月20日，发行首张个人专辑《我很张含韵》。为防止盗版、加快铺货速度，各地唱片经销商不惜成本，一致要求发行商破例把专辑从原来的铁路运输全部改为空运到各地。最终，《我很张含韵》专辑以80万的销量位居2005年唱片销量冠军。同年9月，《我很张含韵：超级女生张含韵星路全攻略》一书出版发行。12月10日，发行首张迷你专辑《Baby X’mas 新年好》，其中的主打歌曲《最想念的季节》随之成为传唱度颇高的中文圣诞节主题曲之一，而另一首新歌《追梦》则是中央电视台根据姚非拉同名漫画改编动画片《梦里人》的主题曲。12月25日，在首届中国国际电视广告艺术金椰子周中，张含韵凭借《酸酸甜甜就是我》获得最佳广告歌曲奖、广告新人奖、金椰子奖。2005年底开始，经纪公司规划张含韵前往香港发展。12月30日，出任陈慧琳广州个人演唱会嘉宾。12月1日，在香港时代广场跨年倒计时演唱会演唱。
2006年1月14日，获得第五届雪碧中国原创音乐流行榜最佳新人奖。3月7日，在海南省三亚市开始拍摄个人首部电视剧《浪击天涯》。在3月9日发布的2006年福布斯中国名人榜榜单中，张含韵排名第71名。3月25日，获得第十三届东方风云榜最佳新人银奖。4月19日，发行香港特别版个人同名专辑《Baby Zhang》。4月24日，在中央人民广播电台音乐之声主办的“2005 Music Radio 中国TOP排行榜”中获得内地最具潜力新人奖、校园人气大奖。同年6月，在香港電台举办的“太陽計劃2006”活动中获得“太阳少女”称号，其后参与了该计划举办的多次演唱会等活动。12月8日，参与拍摄电视剧《龙凤呈祥》。
2007年2月3日，第二张个人专辑《青春无敌》在全球九个地区同步发行。在3月5日发布的2007年福布斯中国名人榜榜单中，张含韵排名第79名。4月8日，18周岁生日前夕，张含韵和歌迷一同前往北京松堂关怀医院和太阳村儿童救助中心进行慈善活动。同年10月，发行精选专辑《一人一梦》，其中专辑同名歌曲《一人一梦》是中国第一部与迪士尼合作拍摄的电影《宝葫芦的秘密》主题曲。这一年，张含韵还代言了迪士尼的多个产品和活动，并多次参加了中央电视台综艺频道《欢乐中国行》节目的演出。
在张含韵迅速走红的这一时期，伴随而来的还有对她人身攻击和网络暴力。尽管张含韵及其经纪公司通过多种渠道进行了澄清和说明，但由于当时的网络环境尚不成熟、相关法律制度尚不健全、经纪公司缺乏应对经验等原因，面临难以维权的困境。此外，因为工作太多请假频繁，就读的学校以“明星学生就读影响学校教学秩序”等理由劝退了张含韵，而其他普通高中亦拒绝接收她就读，经纪公司安排她暂时就读于北京朝阳艺术学校。可是从小念惯公立学校的她，却不太适应艺校的环境。与此同时，由于经纪公司安排的行程密集，缺乏足够的时间安排学习，张含韵缺席了2007年的高考。同时她也表示不会放弃，会继续努力学习。

### 2008-2010年：陷入低谷
2008年初，为了安心在北京发展，张含韵拿出当时大半的积蓄做首付，在北京贷款购买了买了一套100多平方米的两居室。2月1日，在中央电视台电影频道主办的《2008新春电影音乐会》上演唱《一人一梦》。5月17日，参加“为了灾区的孩子”海南省抗震救灾义演募捐晚会。但是，2008年下半年开始风云突变。歌坛受到全球金融危机的影响逐渐萧条，张含韵所在公司的一些艺人相继离开，先是公司因经营不善决定不愿再投钱给艺人出唱片，后来干脆解散。由于没有经纪公司帮忙安排活动，其演艺事业也随之陷入低谷，这一切都让其感到了“惊慌、恐惧、不知所措”。
2009年2月，张含韵经过协商得以与北京天中文化解约。此后，跳槽到旅游卫视的《超级女声》原总导演王平邀请她担任旅游卫视节目的主持人，这也让她可以维持生计。10月19日，参与拍摄吕小品导演的人偶喜剧《安逗与黑仔》，并担任女主角。这段时间，张含韵也继续参加了多次中央电视台综艺频道《欢乐中国行》、中文国际频道《中华情》等节目的演出活动。
2010年7月，在担任了旅游卫视节目主持人一年以后，张含韵复出参加浙江卫视主办的音乐选秀节目《非同凡响》，最终获得季军。然而，根据比赛规则，她被剥夺发行歌曲的机会。在决赛现场，她只能含泪亲手将录好的《我不是复制品》样带碾碎。同年12月，张含韵开始参与录制与华少搭档主持的浙江卫视综艺节目《快乐蓝天下》。

### 2011-2019年：转型演员
2011年4月，张含韵担任《2011快乐女声》成都赛区德阳分赛区的代言人及特邀评委。同年6月，参与录制中央电视台综艺频道节目《我要上春晚》，但是最终未能受邀参加央视春晚。
在刘德华以及曾经合作过的导演吕小品等人的建议下，张含韵开始转型做演员。2011年下半年，张含韵进入中央戏剧学院进修表演。同年11月，客串拍摄了网络情景剧《奇异家庭》。
2012年5月，在进修表演一年后，张含韵开始拍摄刘德华监制、刘娟导演的电影《初恋未满》，这是她出演的首部电影。在电影中，张含韵担任女主角，并演唱了电影同名主题曲。
2013年2月，参与拍摄电视剧《因为爱情有多美》，并演唱了片尾曲《照顾自己》、《我是你的谁》。7月4日，电影《初恋未满》上映。9月8日，开始拍摄个人主演的首部古装电视剧《兰陵王妃》。9月25日晚，在微博发表文章《给自己》，详细叙述了她从超女之后的爆红，再到五年的沉寂中的的种种经历，她表示现在要以全面复出之姿勇敢面对新的挑战。9月29日，电视剧《因为爱情有多美》于湖南卫视首播。12月31日，在湖南卫视跨年晚会上，与《2004年超级女声》选手一起演唱了《继续，给十五岁的自己》，纪念湖南卫视选秀十周年。
2014年9月，参与拍摄电视剧《新萧十一郎》，首次以女扮男装的形象饰演角色，并演唱了插曲《相思赋》、《问别》。
2015年7-9月，参与录制湖南卫视明星真人秀节目《偶像来了》，也引发了观众对她过往经历的关注。
2016年2月9日，电视剧《新萧十一郎》于北京卫视和广东卫视首播。张含韵为《2016超级女声》演唱的追梦能量歌《有梦别放下》在4月9日其生日当天上线。5月11日，开始拍摄主演的电视剧《重耳传奇》，并演唱了插曲《向桃花借一抹香》。同年9月和11月，电视剧《兰陵王妃》分别于芒果TV和湖南卫视首播。
2017年3月9日，开始拍摄主演的第二部电影《单板厨神》。同年8月，作为常驻嘉宾参与录制芒果TV少儿成长体验真人秀节目《萌师驾到》。12月28日，参与拍摄电视剧《南烟斋笔录》。
2018年1月8日，签约成为金嘉福珠宝品牌形象代言人。同年2月，客串拍摄电视剧《知否？知否？应是绿肥红瘦》。6月10日，电视剧《南烟斋笔录》饰演角色拍摄杀青。10月26日，开始拍摄主演的电视剧《一代洪商》。12月20日，继2007年的《一人一梦》之后，时隔十一年再次发行个人单曲《喜欢你》。
2019年2月20日，发行新录制的翻唱歌曲《一百万个可能》。3月12日，电视剧《重耳传奇》于浙江卫视首播。8月23日，签约成为一扫光零食家品牌形象代言人。9月29日，发行与蓝心羽合唱单曲《丹青墨绿》。
这一时期，张含韵还参与了多项社会公益活动。自2012年11月开始，受邀担任北京市残疾人联合会和残疾人福利基金会“手语推广大使”。2014年5月，作为“手语推广大使”拍摄了北京市手语推广电视公益宣传片和“大家一起学手语”的宣传照。2015年12月3日，为表彰张含韵担任手语推广大使四年来积极参于手语推广的各类活动，中国残疾人福利基金会和北京市残疾人福利基金会联合授予其“助残爱心大使”称号。

### 2020年至今：重回视野
2020年1-3月，参加湖南卫视配音类竞技节目《声临其境 (第三季)》。她为《冰雪奇缘》片段中的安娜、《夏洛特烦恼》片段中的马冬梅、《哪吒之魔童降世》片段中的哪吒、《后妈茶话会》片段中的多位角色的配音在网络上得到了很高的赞赏和讨论热度，亦让其虽然在常规赛中被淘汰，依然作为复活选手参加了这一季的总决赛，最终获得了季军。同年6-9月，参加芒果TV明星女团竞演真人秀节目《乘风破浪的姐姐》。虽然进入总决赛最终未能成团，但她在个人初舞台《Wonderful U》中的钢琴弹唱、团队第一次公演《大碗宽面》中的戏曲唱腔、团队第二次公演《这是因为我们能感到疼痛》中的歌舞、复活赛演唱《皮囊》时的高音等都得到了观众的认可，也再次引发了大众对张含韵出道十六年来曲折经历的关注和讨论热度。由此，张含韵也重新回到了大众的主流视野中。
2020年9月，张含韵开始拍摄主演的电视剧《爱很美味》。这是她继2013年的《因为爱情有多美》后，时隔七年再次拍摄现代都市剧。10月1日，首次参加中央广播电视总台中秋晚会的演出。10月21日，签约成为热风品牌形象代言人。12月23日，发行个人单曲《温柔反击》，并首次为个人单曲发布相应舞蹈视频。12月31日，为电视剧《流金岁月》演唱的情感主题曲《双花》发布，并在中央广播电视总台跨年盛典上独唱《一百万个可能》。
2021年1月18日，发行个人单曲《逛》。2月12日，受邀在“百花迎春”中国文学艺术界2021春节大联欢、东方卫视春节晚会上演唱。4月24日，开始拍摄主演的古装电视剧《玉面桃花總相逢》。

## 音樂作品

### 专辑
| 次序 | 专辑名称                 | 专辑类型   | 发行公司 | 发行日期       | 专辑曲目 |
| ---- | ------------------------ | ---------- | -------- | -------------- | --- |
| 1    | 我很張含韻（預售版）     | 专辑预售版 | 天中文化 | 2005年7月10日  | 曲目 新歌预览部分 1. 放假了（欣赏版） 2. 考試中（欣赏版） 3. 媽媽我愛你（欣赏版） 韵乖乖的话 1. 和大家 Say Hello 2. 錄音棚中的故事 3. 拍 MV 的辛苦 4. 後悔做藝人麼？ 5. 我的“青蛙王子” 6. 放假最想做的事情 7. 說髮型 8. 給首張專輯的自我評語 9. 最感謝的人 10. 對父母說的話 11. 說可愛 12. 說官網 13. 給 Fans 的話 |
| 2    | 我很张含韵               | 专辑       | 天中文化 | 2005年7月20日  | 曲目 1. 放假了【MV】 2. 精靈【MV】 3. 一個人長大【MV】 4. 考試中【MV】 5. 夢遊記 6. 媽媽 我愛你【MV】 7. 青蛙公主 8. 酸酸甜甜就是我【MV】 9. 星期天 10. 想唱就唱（《2005年超级女声》主题曲）【MV】 |
| 3    | Baby X’mas 新年好        | 迷你专辑   | 天中文化 | 2005年12月10日 | 曲目 1. 最想念的季節（聖誕賀年單曲）【MV】 2. 追夢（动画片《梦里人》主題曲）【MV】 3. 酸酸甜甜就是我 4. 想唱就唱 5. 放假了 |
| 4    | Baby Zhang（香港特別版） | 同名专辑   | 天中文化 | 2006年4月19日  | 曲目 1. 最想念的季节 2. 哎呀呀 3. 精灵 4. 想唱就唱 5. 追梦 6. 追梦 7. 星期天 8. 考试中 9. 妈妈我爱你 10. 酸酸甜甜就是我 11. 梦游记 12. 一个人长大 |
| 5    | 青春无敌                 | 专辑       | 天中文化 | 2007年2月3日   | 曲目 1. 公主的魔法項鏈【MV】 2. 閃亮亮【MV】 3. Baby Baby【MV】 4. 夢想太空號 5. 白色 6. 青春無敵【MV】 7. 北鼻與底兒（与张航睿合唱） 8. 星星的眼睛【MV】 9. 哎呀呀【MV】 10. 只要我長大 |
| 6    | 一人一夢                 | 精选专辑   | 天中文化 | 2007年10月4日  | 曲目 1. 一人一夢（电影《宝葫芦的秘密》主题曲）【MV】 2. 公主的魔法項鏈 3. 閃亮亮 4. Baby Baby 5. 夢想太空號 6. 白色 7. 青春無敵 8. 北鼻與底兒 9. 星星的眼睛 10. 哎呀呀 11. 只要我長大 |

### 单曲
未收录在其个人专辑里的录音室单曲
| 年份 | 发行日期 | 名稱           | 类型                                               | 合作者                       | MV拍摄 |
| ---- | -------- | -------------- | -------------------------------------------------- | ---------------------------- | ------ |
| 2010 | 9月24日  | 我不是复制品   | 未正式发行，但在浙江卫视《非同凡响》节目中首次演唱 |                              |        |
| 2013 | 5月15日  | 爱神总是敲错门 | 电视剧《爱在春天》插曲                             |                              |        |
| 2013 | 6月6日   | 初恋未满       | 电影《初恋未满》主题曲                             | 曹轩宾                       | 是     |
| 2013 | 9月28日  | 照顾自己       | 电视剧《因为爱情有多美》片尾曲                     |                              | 是     |
| 2013 | 9月28日  | 我是你的谁     | 电视剧《因为爱情有多美》片尾曲                     |                              | 是     |
| 2015 | 7月28日  | 你是偶像       | 综艺节目《偶像来了》主题曲                         | 《偶像来了》节目成员         | 是     |
| 2016 | 1月26日  | 相思赋         | 电视剧《新萧十一郎》插曲                           |                              |        |
| 2016 | 2月19日  | 问别           | 电视剧《新萧十一郎》插曲                           |                              |        |
| 2016 | 4月9日   | 有梦别放下     | 《2016超级女声》追梦能量歌                         |                              | 是     |
| 2016 | 7月11日  | 边城浪子       | 电视剧《新边城浪子》宣传曲                         |                              |        |
| 2017 | 7月31日  | 七绝           | 网页游戏《七绝》主题曲                             |                              |        |
| 2018 | 12月20日 | 喜欢你         | 单曲                                               |                              |        |
| 2019 | 2月20日  | 一百万个可能   | 翻唱单曲，原唱：克丽丝叮                           |                              |        |
| 2019 | 4月3日   | 向桃花借一抹香 | 电视剧《重耳传奇》插曲                             | 王龙华                       |        |
| 2019 | 9月29日  | 丹青墨绿       | 单曲                                               | 蓝心羽                       |        |
| 2020 | 8月31日  | 开心就好       | 手机游戏《开心消消乐》开心消除节主题曲             |                              | 是     |
| 2020 | 12月3日  | 狐狸怎么叫     | 电影《赤狐书生》推广曲，改编自《The Fox》          | 黄龄、李斯丹妮               | 是     |
| 2020 | 12月23日 | 温柔反击       | 网易云女性主题众创合辑《不仅_自己可见》            |                              | 是     |
| 2020 | 12月31日 | 双花           | 电视剧《流金岁月》情感主题曲                       |                              |        |
| 2021 | 1月18日  | 逛             | 单曲                                               |                              |        |
| 2021 | 1月22日  | 你我皆王者     | 手机游戏《王者荣耀》2020年冬季冠军杯女子电竞战歌   | 金晨、李斯丹妮、孟佳、郁可唯 | 是     |
| 2021 | 2月4日   | 我和我追逐的梦 | 电影《人潮汹涌》追梦推广曲，原唱：刘德华           | 万茜、黄龄、孟佳、朱婧汐     | 是     |
| 2021 | 3月28日  | 天街小雨       | 在中央电视台《经典咏流传》第四季中首次演唱         | 常静（古筝）                 |        |
| 2022 | 2月22日  | 海与灯塔       | 电视剧《我们的婚姻》插曲                           | 阿云嘎                       |        |
| 2022 | 4月30日  | 我爱你         | 单曲                                               |                              |        |

### 专场歌友会
仅列举部分有视频资料的个人专场歌友会
| 年份 | 播出日期 | 播放平台/地点          | 歌友会                   |
| ---- | -------- | ---------------------- | ------------------------ |
| 2005 | 8月27日  | 成都电视台经济资讯频道 | 成都歌友会               |
| 2005 | 9月15日  | 中央电视台综艺频道     | 音画时尚                 |
| 2005 | 9月27日  | 北京先锋剧场           | 《妈妈我爱你》答谢歌友会 |
| 2005 | 10月7日  | 江苏综艺频道           | 非常大明星               |
| 2005 | 10月15日 | Channel V              | 松下手机[Ｖ]面对面       |
| 2005 | 11月18日 | 湖南卫视               | 音乐不断歌友会           |
| 2007 | 2月9日   | 沈阳电台音乐台         | 沈阳歌友会               |
| 2007 | 4月15日  | 上海东方电视台音乐频道 | 天地英雄校园行           |
| 2007 | 4月24日  | 河南卫视               | 星登陆                   |
| 2007 | 6月10日  | 广东公共频道           | 最爱主打星               |
| 2007 | 12月8日  | 东南卫视               | 搜狐歌会                 |

### 舞台表演
| 大型晚会典礼、音乐节等舞台的表演 | 大型晚会典礼、音乐节等舞台的表演 | 大型晚会典礼、音乐节等舞台的表演                 | 大型晚会典礼、音乐节等舞台的表演     | 大型晚会典礼、音乐节等舞台的表演                | 大型晚会典礼、音乐节等舞台的表演    |
| 年份                             | 播出日期                         | 舞台                                             | 歌曲                                 | 合作者                                          | 备注/参考                           |
| -------------------------------- | -------------------------------- | ------------------------------------------------ | ------------------------------------ | ----------------------------------------------- | ----------------------------------- |
| 2005                             | 1月1日                           | 湖南卫视元旦晚会                                 |                                      |                                                 |                                     |
| 2005                             | 2月23日                          | 湖南卫视元宵喜乐会                               | 酸酸甜甜就是我                       |                                                 |                                     |
| 2005                             | 8月19日                          | 首届中韩电子竞技大赛开幕式                       | 放假了、想唱就唱                     |                                                 | [ 62 ] [ 63 ]                       |
| 2005                             | 9月19日                          | 中央电视台综艺频道《音画时尚》节目六周年晚会     | 让我们荡起双桨                       |                                                 |                                     |
| 2005                             | 11月12日                         | 第一届CCTV-尼克“孩子的选择”欢乐盛典              | 放假了                               |                                                 | 北京天桥剧场 中央电视台少儿频道     |
| 2005                             | 12月25日                         | 首届中国（三亚）国际电视广告艺术金椰子周颁奖晚会 | 最想念的季节                         |                                                 | 三亚美丽之冠 中央电视台综艺频道     |
| 2005                             | 12月30日                         | 陈慧琳纸醉金迷世界巡回演唱会                     | 酸酸甜甜就是我、我不够爱你           | 陈慧琳                                          | 广州天河体育场                      |
| 2005                             | 12月31日                         | 香港时代广场跨年倒计时演唱会                     | 最想念的季节                         |                                                 | TVB翡翠台                           |
| 2006                             | 1月2日                           | 北京卫视“我的父亲母亲”评选活动颁奖晚会           | 妈妈我爱你                           |                                                 | [ 66 ]                              |
| 2006                             | 1月14日                          | 第五届雪碧中国原创音乐流行榜颁奖典礼             | 妈妈我爱你                           |                                                 | 湖南卫视                            |
| 2006                             | 3月25日                          | 第十三届东方风云榜颁奖典礼                       | 轻轻地告诉你                         |                                                 | 上海大舞台 东方卫视                 |
| 2006                             | 4月26日                          | 2005年度北京流行音乐典礼                         | 妈妈我爱你                           |                                                 | 北京展览馆剧场 北京卫视             |
| 2006                             | 7月27日                          | “同心同根万里行太阳计划”西安演唱会               | 妈妈我爱你                           |                                                 | 陕西省体育场 香港电台               |
| 2006                             | 8月27日                          | 太阳计划2006橙色南区太阳夜                       | 想唱就唱                             |                                                 | 黄竹坑香港仔运动场 香港电台         |
| 2006                             | 11月1日                          | 第二届CCTV-尼克“孩子的选择”欢乐盛典              | 妈妈我爱你                           |                                                 | 北京天桥剧场 中央电视台少儿频道     |
| 2007                             | 1月14日                          | 第一届无线音乐颁奖盛典                           | 希望                                 |                                                 | [ 72 ]                              |
| 2007                             | 3月4日                           | M.MUSIC无限音乐俱乐部红白歌会                    | 星星的眼睛                           |                                                 | 山东卫视                            |
| 2007                             | 5月1日                           | 中国歌曲排行榜红五月歌会                         | 星星的眼睛、北鼻与底儿               | 张航睿                                          | 北京朝阳公园                        |
| 2007                             | 5月4日                           | 北京朝阳流行音乐节                               | 妈妈我爱你、青春无敌                 |                                                 | 北京朝阳公园                        |
| 2008                             | 2月11日                          | 2008新春电影音乐会                               | 一人一梦                             |                                                 | 北京梅兰芳大剧院 中央电视台电影频道 |
| 2008                             | 5月17日                          | “为了灾区的孩子”海南省抗震救灾义演募捐晚会       | 好大一棵树                           |                                                 | 旅游卫视                            |
| 2009                             | 7月10日                          | 第六届全国德艺双馨电视艺术工作者表彰典礼         | 妈妈我爱你                           |                                                 | 嘉兴市体育中心 中央电视台综艺频道   |
| 2010                             | 8月28日                          | 浙江卫视星耀中国蓝·两周年庆典                    | Dear Friend                          |                                                 | [ 77 ]                              |
| 2010                             | 10月1日                          | 浙江卫视非凡盛典                                 | 夜夜夜夜、表白、爱的主打歌           |                                                 | 杭州西湖体育馆                      |
| 2010                             | 10月11日                         | 第十二届安徽省运动会开幕式                       | 歌声与微笑                           |                                                 | 淮南市体育场                        |
| 2010                             | 11月2日                          | 浙江卫视中国电视观众节主题晚会                   | 歌舞青春、Yes or No                  | 袁野、张伦硕                                    | 唱跳舞台                            |
| 2012                             | 12月2日                          | 北京市第一届手语风采大赛决赛暨颁奖典礼           | 一人一梦                             |                                                 | 歌迷同场手语翻译歌词                |
| 2013                             | 2月3日                           | 中国青少年网络春晚                               | 一人一梦                             |                                                 |                                     |
| 2013                             | 2月6日                           | 山西省朔州市春节联欢晚会                         | 想唱就唱                             |                                                 |                                     |
| 2013                             | 2月8日                           | CUTV百城春晚                                     | 最想念的季节、那些年、我的歌声里     | 徐嘉苇、罗炼羽                                  | 深圳卫视                            |
| 2013                             | 2月9日                           | 第十三届全国校园春晚                             | 最想念的季节                         |                                                 | 中央电视台少儿频道                  |
| 2013                             | 12月31日                         | 湖南卫视2013-2014跨年演唱会                      | 继续，给十五岁的自己                 | 2004年超级女声选手                              |                                     |
| 2015                             | 12月3日                          | 北京市第四届手语风采大赛颁奖仪式                 | 最想念的季节                         |                                                 | [ 46 ]                              |
| 2016                             | 1月1日                           | 四川卫视“花开天下”新春演唱会                     | 酸酸甜甜就是我、追梦、爱神总是敲错门 |                                                 |                                     |
| 2016                             | 2月22日                          | 湖南卫视元宵喜乐会                               | 庆祝                                 | 杨钰莹                                          |                                     |
| 2019                             | 9月6日                           | 北京市残疾人福利基金成立十周年公益项目展示       | 一百万个可能                         |                                                 | 手语歌舞                            |
| 2020                             | 8月17日                          | 东方卫视苏宁易购818超级秀                        | Can You Feel the Love Tonight        | 阿云嘎                                          |                                     |
| 2020                             | 8月18日                          | 湖南卫视818汽车之家全球汽车夜                    | 明天的烦恼交给明天、无价之姐         | 王霏霏、孟佳、郁可唯、 李斯丹妮、沈梦辰、黄晓明 | 唱跳舞台                            |
| 2020                             | 9月20日                          | 湖南卫视“看见美好生活——你眼中的国货潮流”         | 小幸运、嘿！姑娘                     | 金莎                                            | 吉他弹唱                            |
| 2020                             | 9月29日                          | 电影《我和我的家乡》首映礼                       | 小村之恋                             |                                                 | 中央电视台综艺频道                  |
| 2020                             | 10月1日                          | 中央广播电视总台中秋晚会                         | 异乡人                               | 佟铁鑫                                          | 隋唐洛阳城遗址 中央电视台综合频道   |
| 2020                             | 10月31日                         | 湖南卫视双11开幕盛典                             | 招牌动作                             | 金晨 、沈梦辰、王霏霏                           | 唱跳舞台                            |
| 2020                             | 12月6日                          | “高调少年”抖音大学生音乐大赛                     | 丹青墨绿                             |                                                 |                                     |
| 2020                             | 12月11日                         | 湖南卫视1212超拼夜                               | 艾瑞巴蒂                             | 王霏霏、吴昕、孟佳、 沈梦辰、李斯丹妮           | 晚会开场                            |
| 2020                             | 12月11日                         | 湖南卫视1212超拼夜                               | 中国制造                             | 李斯丹妮                                        | 古筝弹奏                            |
| 2020                             | 12月20日                         | 腾讯视频鹅次元演唱会                             | 丹青墨绿                             |                                                 |                                     |
| 2020                             | 12月31日                         | “启航2021”中央广播电视总台跨年盛典               | 一百万个可能                         |                                                 | 中央电视台综合频道                  |
| 2021                             | 1月24日                          | 2020王者荣耀年度颁奖典礼                         | 你我皆王者                           | 金晨、李斯丹妮、孟佳、郁可唯                    | 唱跳舞台                            |
| 2021                             | 2月12日                          | “百花迎春”中国文学艺术界2021春节大联欢           | 少年                                 | 梦然、胡夏、孙坚                                |                                     |
| 2021                             | 2月12日                          | 东方卫视春节晚会                                 | 起风了                               | 余笛、闫永强（唢呐）                            |                                     |
| 2021                             | 2月14日                          | 江苏卫视小红书214独爱之夜                        | 恶作剧                               | 于朦胧                                          | 钢琴弹奏                            |
| 2021                             | 4月1日                           | 中央广播电视总台“心连心”艺术团赴雄安新区慰问演出 | 我们都是追梦人                       | 朱正廷                                          | 雄安站站前广场 中央电视台综艺频道   |

| 中央电视台《欢乐中国行》、《中华情》等系列节目的部分表演 | 中央电视台《欢乐中国行》、《中华情》等系列节目的部分表演 | 中央电视台《欢乐中国行》、《中华情》等系列节目的部分表演 | 中央电视台《欢乐中国行》、《中华情》等系列节目的部分表演 | 中央电视台《欢乐中国行》、《中华情》等系列节目的部分表演 | 中央电视台《欢乐中国行》、《中华情》等系列节目的部分表演 |
| 年份                                                     | 播出日期                                                 | 中央电视台频道                                           | 节目                                                     | 期别                                                     | 演唱歌曲                                                 |
| -------------------------------------------------------- | -------------------------------------------------------- | -------------------------------------------------------- | -------------------------------------------------------- | -------------------------------------------------------- | -------------------------------------------------------- |
| 2005                                                     | 8月7日                                                   | 综艺频道                                                 | 欢乐中国行                                               | 魅力锦州                                                 | 酸酸甜甜就是我                                           |
| 2005                                                     | 9月4日                                                   | 综艺频道                                                 | 同一首歌                                                 | 走进南京 为十运喝彩                                      | 放假了                                                   |
| 2006                                                     | 4月2日、4月9日                                           | 综艺频道                                                 | 欢乐中国行                                               | 魅力虎门                                                 | 酸酸甜甜就是我                                           |
| 2006                                                     | 8月16日                                                  | 综艺频道                                                 | 欢乐中国行                                               | 动感夏日                                                 |                                                          |
| 2006                                                     | 10月5日                                                  | 综艺频道                                                 | 欢乐中国行                                               | 国庆特别节目之祝福                                       | 妈妈我爱你                                               |
| 2006                                                     | 12月15日                                                 | 中文国际频道                                             | 中华情                                                   | 欢聚中山                                                 | 酸酸甜甜就是我                                           |
| 2007                                                     | 6月17日                                                  | 综艺频道                                                 | 欢乐中国行                                               | 魅力督察（深圳）                                         | 一人一梦                                                 |
| 2007                                                     | 7月9日                                                   | 综艺频道                                                 | 欢乐中国行                                               | 魅力泗阳                                                 | 酸酸甜甜就是我                                           |
| 2007                                                     | 9月2日                                                   | 综艺频道                                                 | 欢乐中国行                                               | 魅力洪湖                                                 | 一人一梦                                                 |
| 2007                                                     | 9月9日                                                   | 综艺频道                                                 | 欢乐中国行                                               | 魅力泰宁                                                 | 公主的魔法项链                                           |
| 2007                                                     | 12月2日                                                  | 综艺频道                                                 | 欢乐中国行                                               | 魅力武进                                                 | 一人一梦                                                 |
| 2007                                                     | 12月23日                                                 | 综艺频道                                                 | 欢乐中国行                                               | 魅力南丰                                                 | 公主的魔法项链                                           |
| 2008                                                     | 1月12日                                                  | 中文国际频道                                             | 中华情                                                   | 和谐张家港                                               | 酸酸甜甜就是我、一人一梦                                 |
| 2008                                                     | 9月28日                                                  | 综艺频道                                                 | 欢乐中国行                                               | 魅力灵武                                                 | 星星的眼睛                                               |
| 2008                                                     | 11月30日                                                 | 综艺频道                                                 | 欢乐中国行                                               | 魅力营口                                                 | Baby Baby                                                |
| 2008                                                     | 12月28日                                                 | 综艺频道                                                 | 欢乐中国行                                               | 魅力邹平                                                 | 一人一梦                                                 |
| 2009                                                     | 3月1日                                                   | 综艺频道                                                 | 欢乐中国行                                               | 魅力怀化                                                 | 星星的眼睛                                               |
| 2009                                                     | 6月27日                                                  | 中文国际频道                                             | 中华情                                                   | 舞动夏日                                                 | 公主的魔法项链                                           |
| 2009                                                     | 6月29日                                                  | 综艺频道                                                 | 艺苑风景线                                               | 情系信阳                                                 | 一人一梦                                                 |
| 2009                                                     | 7月12日                                                  | 综艺频道                                                 | 欢乐中国行                                               | 魅力诸城                                                 | Baby Baby                                                |
| 2009                                                     | 9月27日                                                  | 综艺频道                                                 | 欢乐中国行                                               | 魅力资阳                                                 | 星星的眼睛                                               |
| 2011                                                     | 9月21日                                                  | 综艺频道                                                 | 欢乐中国行                                               | 魅力承德                                                 | 一人一梦、酸酸甜甜就是我                                 |
| 2017                                                     | 9月15日                                                  | 财经频道                                                 | 魅力中国城 第一季                                        | 初赛第10期                                               | 我爱祖国的蓝天（与秦颢文合唱）                           |
| 2018                                                     | 1月1日                                                   | 财经频道                                                 | 魅力中国城 第一季                                        | 魅力盛典                                                 | 我爱祖国的蓝天（与秦颢文合唱）                           |

## 影视作品

### 电视剧
| 首播年份 | 剧名                 | 角色          | 备注         |
| -------- | -------------------- | ------------- | ------------ |
| 2007     | 浪击天涯             | 蒋珠          |              |
| 2009     | 龙凤呈祥             | 姜嘻嘻        |              |
| 2010     | 安逗与黑仔           | 忽忽悠悠      |              |
| 2012     | 奇异家庭             | 杜小斑        | 客串，网络剧 |
| 2013     | 因为爱情有多美       | 祁琪          |              |
| 2016     | 新萧十一郎           | 小公子        |              |
| 2016     | 兰陵王妃             | 元清锁/端木怜 |              |
| 2018     | 知否知否应是绿肥红瘦 | 盛淑兰        | 客串         |
| 2019     | 重耳传奇             | 齊姜          |              |
| 2021     | 爱很美味             | 方欣          | 网络剧       |
| 2022     | 一代洪商             | 刘天娟        | 2018年拍攝   |
| 2022     | 玉面桃花总相逢       | 胡娇          |              |
| 2023     | 她的城               | 英小美        |              |
| 待播     | 南烟斋笔录           | 戴晚清        |              |

### 电影
| 上映年份 | 剧名               | 角色   | 备注 |
| -------- | ------------------ | ------ | ---- |
| 2013     | 初恋未满           | 董啾啾 |      |
| 2023     | 爱很美味           | 方欣   |      |
| 2024     | 你想活出怎样的人生 | 火美   | 配音 |
| 待上映   | 单板厨神           | 冷珊   |      |

### 固定綜藝節目
| 年份 | 播放平台 | 节目                    | 备注               |
| ---- | -------- | ----------------------- | ------------------ |
| 2004 | 湖南卫视 | 超级女声                | 季军               |
| 2010 | 浙江卫视 | 非同凡响                | 季军               |
| 2015 | 湖南卫视 | 偶像来了                |                    |
| 2017 | 芒果TV   | 萌师驾到                |                    |
| 2020 | 湖南卫视 | 声临其境 (第三季)       | 季军               |
| 2020 | 芒果TV   | 乘风破浪的姐姐 (第一季) | 进入总决赛，未成团 |
| 2022 | 浙江卫视 | 听说很好吃2             |                    |
| 2023 | 騰訊視頻 | 戰至巔峰(第二季)        |                    |

### 節目主持
以主持人身份参与的影视节目
| 年份 | 播放平台 | 节目           | 备注       |
| ---- | -------- | -------------- | ---------- |
| 2005 | 旅游卫视 | 娱乐任我行     | 代班主持   |
| 2007 | 山东卫视 | 笑声传中国     |            |
| 2007 | 吉林卫视 | 超级乐八点     | 代班主持   |
| 2009 | 旅游卫视 | BAZAAR必須時尚 |            |
| 2009 | 旅游卫视 | 城市惠生活     |            |
| 2009 | 旅游卫视 | 激浪精舞門     |            |
| 2011 | 浙江卫视 | 快乐蓝天下     | 与华少搭档 |

### MV/短片
除为专辑、单曲、商业广告之外拍摄的短片作品
| 年份 | 短片                         | 角色         | 备注                                               |
| ---- | ---------------------------- | ------------ | -------------------------------------------------- |
| 2005 | 搞笑短片《小妹当家》         | 妹妹         | 与李响合作，中央电视台综艺频道《音画时尚》节目播出 |
| 2010 | 杜海涛歌曲《男人婆》MV       | 女主角       | 收录于快乐家族专辑《快乐你懂的》                   |
| 2013 | 《让世界充满爱》MV           | 合唱歌手     | 雅安地震赈灾祈福歌曲，中央电视台综艺频道播出       |
| 2014 | 北京市手语推广电视公益宣传片 | 手语推广大使 | 北京电视台各频道播出                               |

## 出版作品

### 书籍
| 年份 | 书名                | 作者                  | 出版社           | ISBN               |
| ---- | ------------------- | --------------------- | ---------------- | ------------------ |
| 2005 | 我很张含韵          | 张含韵、黑楠、陈刚 等 | 二十一世纪出版社 | ISBN 9787539130538 |
| 2005 | Super Baby 青春相簿 | 张含韵                | 广东音像出版社   | ISBN 9787798931938 |

## 奖项荣誉

### 音乐奖项
| 年份 | 颁奖典礼/榜单                                           | 奖项                       | 作品           | 结果 | 参考   |
| ---- | ------------------------------------------------------- | -------------------------- | -------------- | ---- | ------ |
| 2005 | 第三届东南劲爆音乐榜颁奖典礼                            | 传媒推荐最佳新人           | 不適用         | 提名 | [ 80 ] |
| 2005 | 首届中国国际音像博览会                                  | 唱片销量冠军               | 我很张含韵     | 獲獎 | [ 81 ] |
| 2005 | 广州电台、广州电视台2005金曲金榜                        | 年度最佳女新人             | 不適用         | 獲獎 | [ 82 ] |
| 2005 | 广州电台、广州电视台2005金曲金榜                        | 内地十大金曲               | 酸酸甜甜就是我 | 獲獎 | [ 82 ] |
| 2005 | 第三届天地英雄榜校园票选颁奖典礼                        | 新声报到奖（年度新人）     | 不適用         | 獲獎 | [ 83 ] |
| 2005 | 首届中国（三亚）国际电视广告艺术金椰子周                | 最佳广告歌曲奖             | 酸酸甜甜就是我 | 獲獎 | [ 22 ] |
| 2005 | 首届中国（三亚）国际电视广告艺术金椰子周                | 广告新人奖                 | 不適用         | 獲獎 | [ 22 ] |
| 2005 | 首届中国（三亚）国际电视广告艺术金椰子周                | 金椰子奖                   | 不適用         | 獲獎 | [ 22 ] |
| 2006 | 第十二届全球华语音乐榜中榜颁奖典礼                      | 最受欢迎新人奖             | 不適用         | 提名 | [ 84 ] |
| 2006 | 第十二届全球华语音乐榜中榜颁奖典礼                      | 最佳新人奖                 | 不適用         | 提名 | [ 84 ] |
| 2006 | 第十二届全球华语音乐榜中榜颁奖典礼                      | 年度最佳歌曲奖             | 放假了         | 提名 | [ 84 ] |
| 2006 | 第五届雪碧中国原创音乐流行榜                            | 最佳新人奖                 | 不適用         | 獲獎 | [ 25 ] |
| 2006 | 第十三届东方风云榜                                      | 最佳新人银奖               | 不適用         | 獲獎 | [ 27 ] |
| 2006 | 第六届百事音乐风云榜年度盛典                            | 内地最佳新人               | 我很张含韵     | 提名 | [ 85 ] |
| 2006 | 中央人民广播电台音乐之声 2005 Music Radio 中国TOP排行榜 | 内地最具潜力新人           | 不適用         | 獲獎 | [ 28 ] |
| 2006 | 中央人民广播电台音乐之声 2005 Music Radio 中国TOP排行榜 | 校园人气大奖               | 不適用         | 獲獎 | [ 28 ] |
| 2006 | 2006年度香港“新城国语力”颁奖礼                          | “新城国语力”歌曲           | 哎呀呀         | 獲獎 | [ 86 ] |
| 2006 | 2006年度香港“新城国语力”颁奖礼                          | 媒体专业评选全国优秀歌手奖 | 不適用         | 獲獎 | [ 86 ] |
| 2006 | 2006年度香港“新城国语力”颁奖礼                          | “新城国语力”新势力歌手奖   | 不適用         | 獲獎 | [ 86 ] |
| 2007 | 2007年度TVB8金曲榜颁奖典礼                              | 金曲奖                     | 公主的魔法项链 | 提名 | [ 87 ] |

### 其他荣誉
| 年份 | 颁奖单位                                                  | 荣誉             |
| ---- | --------------------------------------------------------- | ---------------- |
| 2006 | 中国儿童少年基金会 第五届“中国儿童慈善活动日”公益活动表彰 | 中国儿童慈善之星 |
| 2006 | 福布斯中国名人榜                                          | 第71名           |
| 2007 | 福布斯中国名人榜                                          | 第79名           |
| 2015 | 中国残疾人福利基金会、北京市残疾人福利基金会              | 助残爱心大使     |
| 2021 | 2020新浪微博之夜                                          | 微博年度进取艺人 |

## 外部連結
- 张含韵的新浪微博
- 张含韵的抖音
- 张含韵工作室的新浪微博
- 张含韵全球粉丝团的新浪微博
- 含韵百科 - 张含韵的百科站点 （页面存档备份，存于）
- 张含韵在豆瓣上的资料（简体中文）
- 张含韵在互联网电影资料库（IMDb）上的資料（英文）
- 张含韵在时光网上的簡介（简体中文）
- 张含韵在香港影庫上的簡介